# OMON
Pour l’article ayant un titre homophone, voir aumône.
OMON (russe : отряд мобильный особого назначения, otriad mobilny ossobogo naznatchénia, « Détachement mobile à vocation particulière », anciennement russe : отряд милиции особого назначения, otriad militsii ossobogo naznatchenïa, « Détachement de la Militsia à vocation particulière ») est le nom générique pour désigner les unités de forces spéciales du ministère de l'Intérieur russe et anciennement de l'URSS.
En 2010, l'OMON est constitué de 208 divisions (en comptant l'OMSN (détachement de la milice à vocation spéciale) (ru), soit 25 200 combattants. Le jour de l'OMON (ru) est le 3 octobre (et le jour de l'OMON de Moscou le 23 octobre).

## Historique
Des unités de milices spéciales ont été formées le 5 mai 1919 dans l'État russe dans la structure de la milice « blanche » (sibérienne). Alexandre Koltchak a souligné que

« OMON est une unité de combat pour la protection et le rétablissement de l'ordre de l'Etat et la paix publique, sert de réserve pour la formation de milices dans les zones libérées du pouvoir soviétique pour former des policiers expérimentés. »

Ces unités de milice opéraient là où la guerre ouverte cédait la place à la guerre partisane. Le détachement se composait de quatre pelotons de pied et d'un peloton de chevaux. Le personnel comprenait 285 personnes. À cette époque, il n'existait pas de « omonovets », donc ces unités étaient appelées « gardes ».

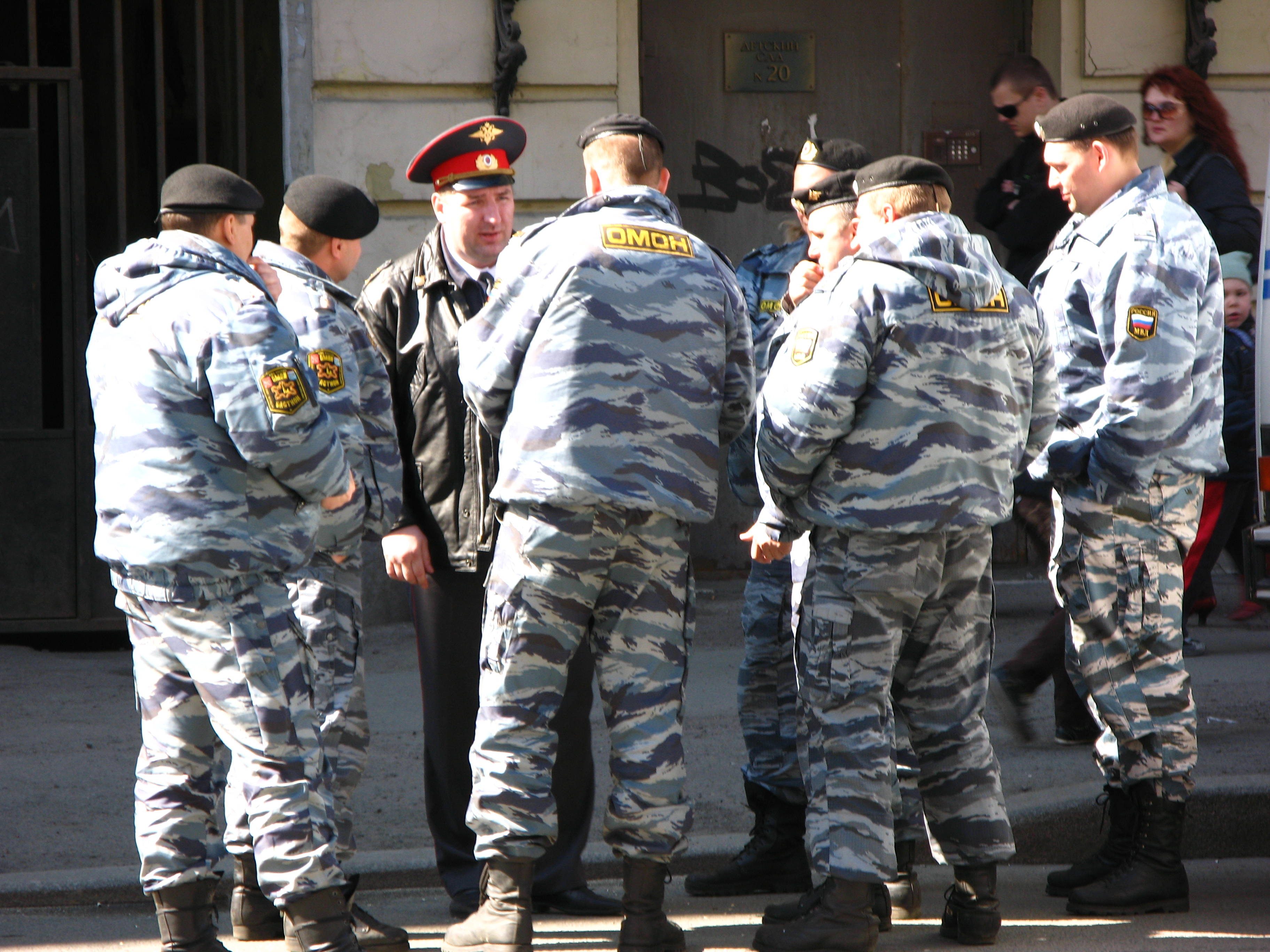

L'unité soviétique OMON est mise sur pied en 1979 en prévision des jeux olympiques de Moscou de 1980. Son objectif était de s'assurer de la sécurité de la manifestation et de prévenir tout acte terroriste ou de hooliganisme.
Par la suite, les missions des OMON s'étendront de l'antiterrorisme à l'intervention à haut risque ou à des missions d'assaut proprement dit. Les OMON ont été engagés en Tchétchénie en 2002[réf. souhaitée].
L'unité est engagée lors de l'invasion de l'Ukraine par la Russie en 2022.

## Sélection et personnels
Elle comprend les maniements et reconnaissances des armes, le combat à mains nues mais également des tests de capacité à obéir aux ordres, même les plus durs, et à n'importe quel prix. L'accent est particulièrement mis sur le combat urbain et la capacité à se déplacer dans un immeuble.
Lors du test final, la nouvelle recrue doit affronter, seule, trois à cinq membres de l'unité dans un combat de boxe. Au terme de la formation, seuls 20% des candidats sont finalement retenus.